# Club Deportivo de la Universidad Católica
Il Club Deportivo de la Universidad Católica è una società calcistica ecuadoriana, con sede a Quito. Milita in Serie A, la massima serie del calcio ecuadoriano.

## Stadio
Il club gioca le gare casalinghe allo stadio Estadio Olímpico Atahualpa che ha una capacità di 39817 posti a sedere.

## Organico

### Rosa 2021
| N. |                      | Ruolo | Calciatore                 |
| -- | -------------------- | ----- | -------------------------- |
| 1  | Ecuador (bandiera)   | P     | Darwin Cuero               |
| 3  | Argentina (bandiera) | D     | Fausto Grillo              |
| 4  | Ecuador (bandiera)   | D     | Kevin Minda                |
| 5  | Ecuador (bandiera)   | C     | Andrés Oña                 |
| 6  | Uruguay (bandiera)   | D     | Guillermo de los Santos    |
| 7  | Ecuador (bandiera)   | C     | Daniel Valencia            |
| 8  | Ecuador (bandiera)   | C     | Diego Armas                |
| 10 | Argentina (bandiera) | C     | Facundo Martínez           |
| 12 | Ecuador (bandiera)   | P     | Hernán Galíndez (capitano) |
| 14 | Ecuador (bandiera)   | C     | José Carabalí              |
| 15 | Ecuador (bandiera)   | D     | Gustavo Cortez             |
| 16 | Ecuador (bandiera)   | A     | Walter Chalá               |

| N. |                      | Ruolo | Calciatore         |
| -- | -------------------- | ----- | ------------------ |
| 17 | Colombia (bandiera)  | D     | Yuber Mosquera     |
| 18 | Argentina (bandiera) | C     | Lisandro Alzugaray |
| 21 | Ecuador (bandiera)   | C     | Davinson Jama      |
| 23 | Argentina (bandiera) | A     | Juan Manuel Tévez  |
| 24 | Ecuador (bandiera)   | C     | Rockson Renteria   |
| 25 | Ecuador (bandiera)   | D     | Andrés López       |
| 27 | Venezuela (bandiera) | A     | Edder Farías       |
| 28 | Ecuador (bandiera)   | D     | Jonnatan Mina      |
| 29 | Ecuador (bandiera)   | D     | Gregori Anangonó   |
| 32 | Argentina (bandiera) | A     | Bruno Vides        |
| 40 | Ecuador (bandiera)   | C     | Williams Cevallos  |

## Palmarès

### Competizioni nazionali
- Serie B: 3

1990, 2007, 2012
- Segunda Categoría: 1

1998

### Altri piazzamenti
- Campionato ecuadoriano:

Secondo posto: 1973, 1979
Terzo posto: 1977, 1980, 2021
- Copa Ecuador:

Semifinalista: 2024